# Capella de Llàtzer
La Capella de Llàtzer (en neerlandès Lazaruskapel) és una capella construïda al segle xv a Rumst, aleshores al Marquesat d'Anvers, avui a Bèlgica. Era el centre d'una lleproseria dedicada a Llàtzer de Betània.
La lleproseria va ser fundada a l'entorn de l'any 1460 per Pere Van der Cruyse originari de Rumst, un oficial de l'exèrcit de Carles I de Borgonya «El Temerari». Va tornar al seu poble natal quan va ser infectat de lepra. A l'apogeu, vers 1531 hi habitaven uns 110 malalts.
La fundació pertanyia a una fraternitat a la qual tots els leprosos del Ducat de Brabant havien imperativament d'afiliar-se. L'estatut va ser confirmat per Carles V el 1531, per Felip II de Castella el 1564 i per Felip IV el 1623. Quan la lepra va desaparèixer als Països Baixos espanyols, la fraternitat va ser suprimida i els béns van passar a altres obres de beneficència. Avui, la capella, la masia i els antigues llatzerets, transformades en cases d'habitació, pertanyen a l'OCMW, el Centre públic de benestar social del municipi de Rumst.
De 1990 a 1992 la capella i la masia juxtaposada, en estil renaixement flamenc van ser restaurades. La masia va ser transformada en centre d'exposició i d'habitació. A un dels antics llatzerets es va instal·lar el cercle d'art Lazernij, des de 1978. El 2012 la plaça a l'entorn de la capella també va ser restaurada.

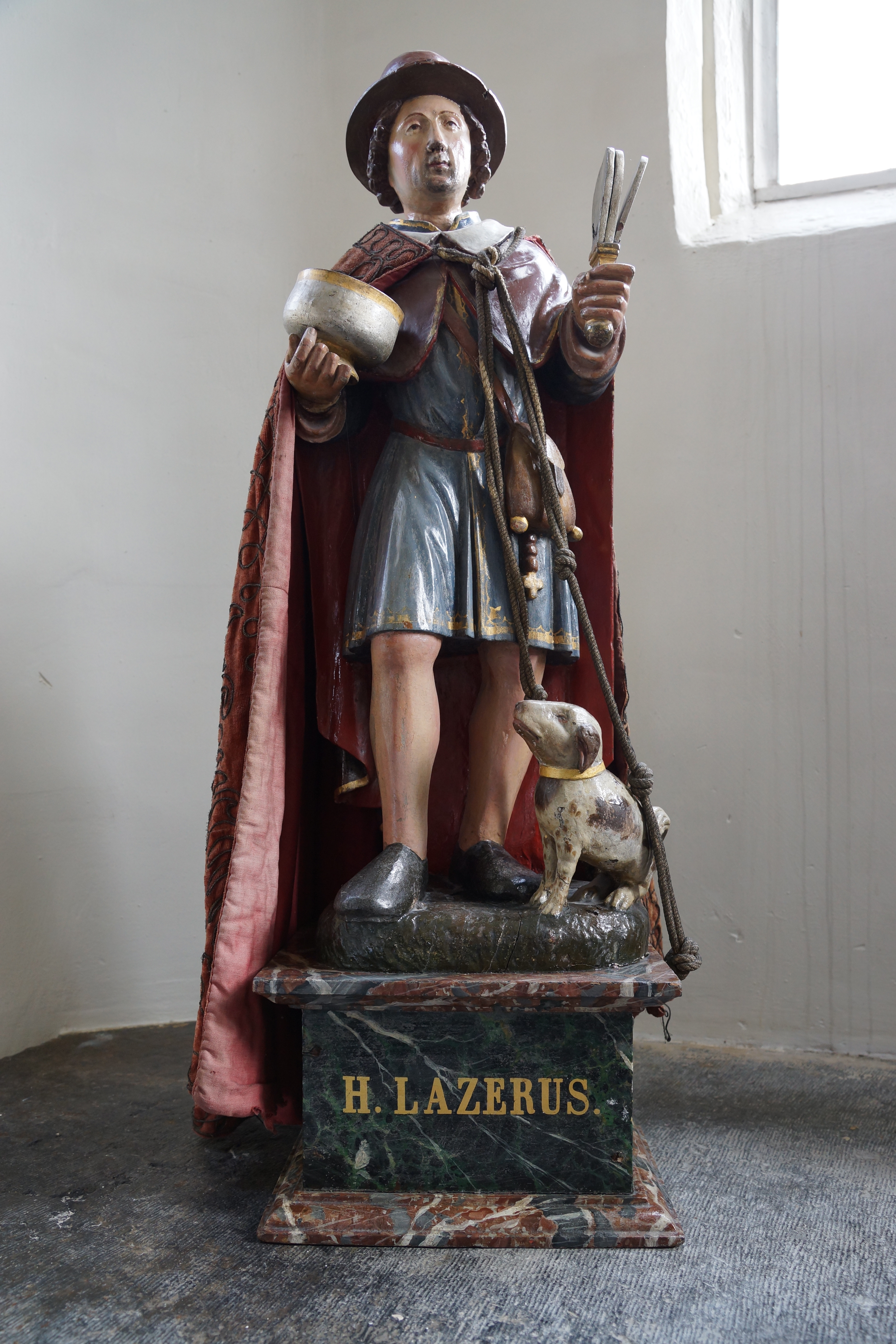
Estàtua de Llàtzer de Betània
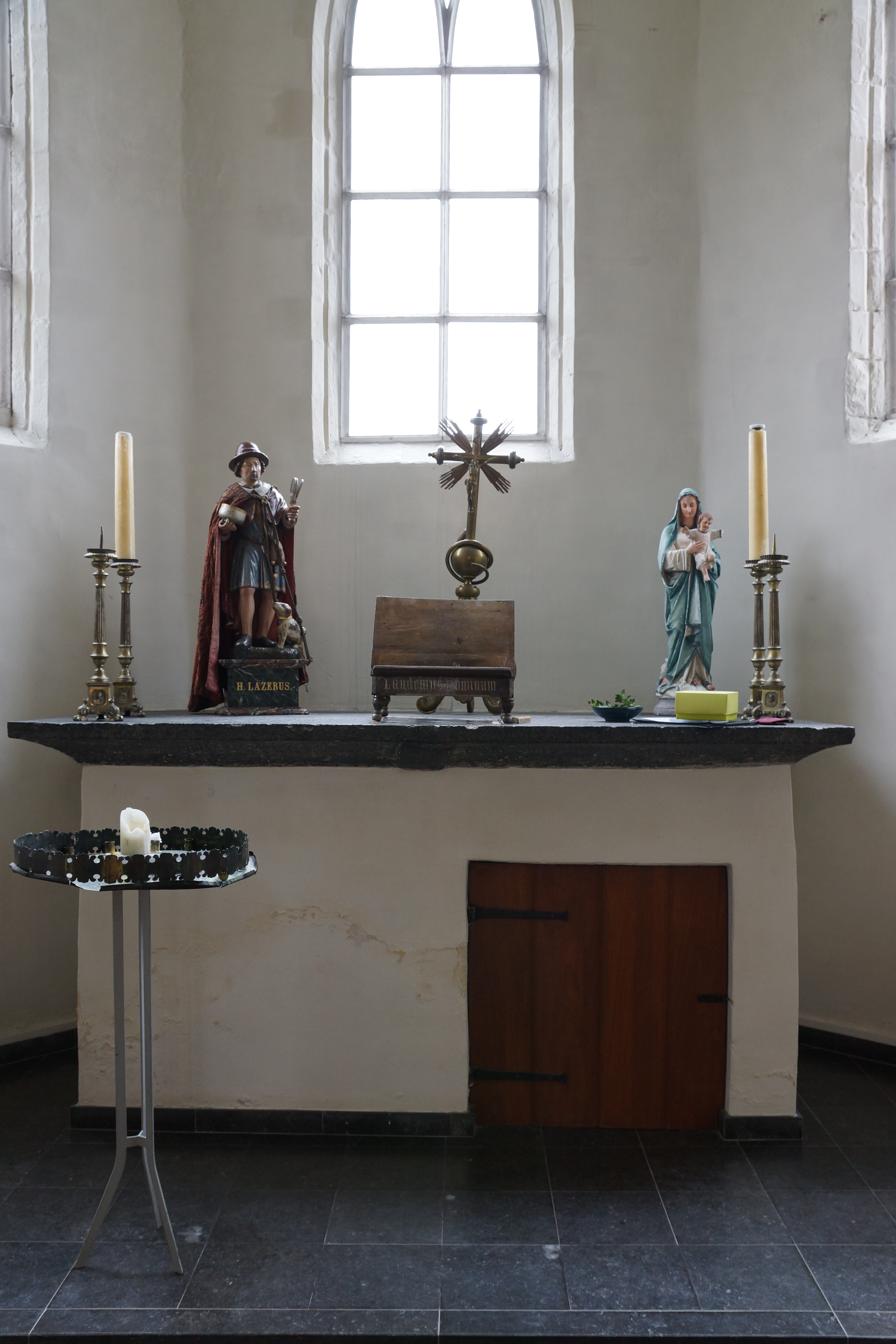
Altar
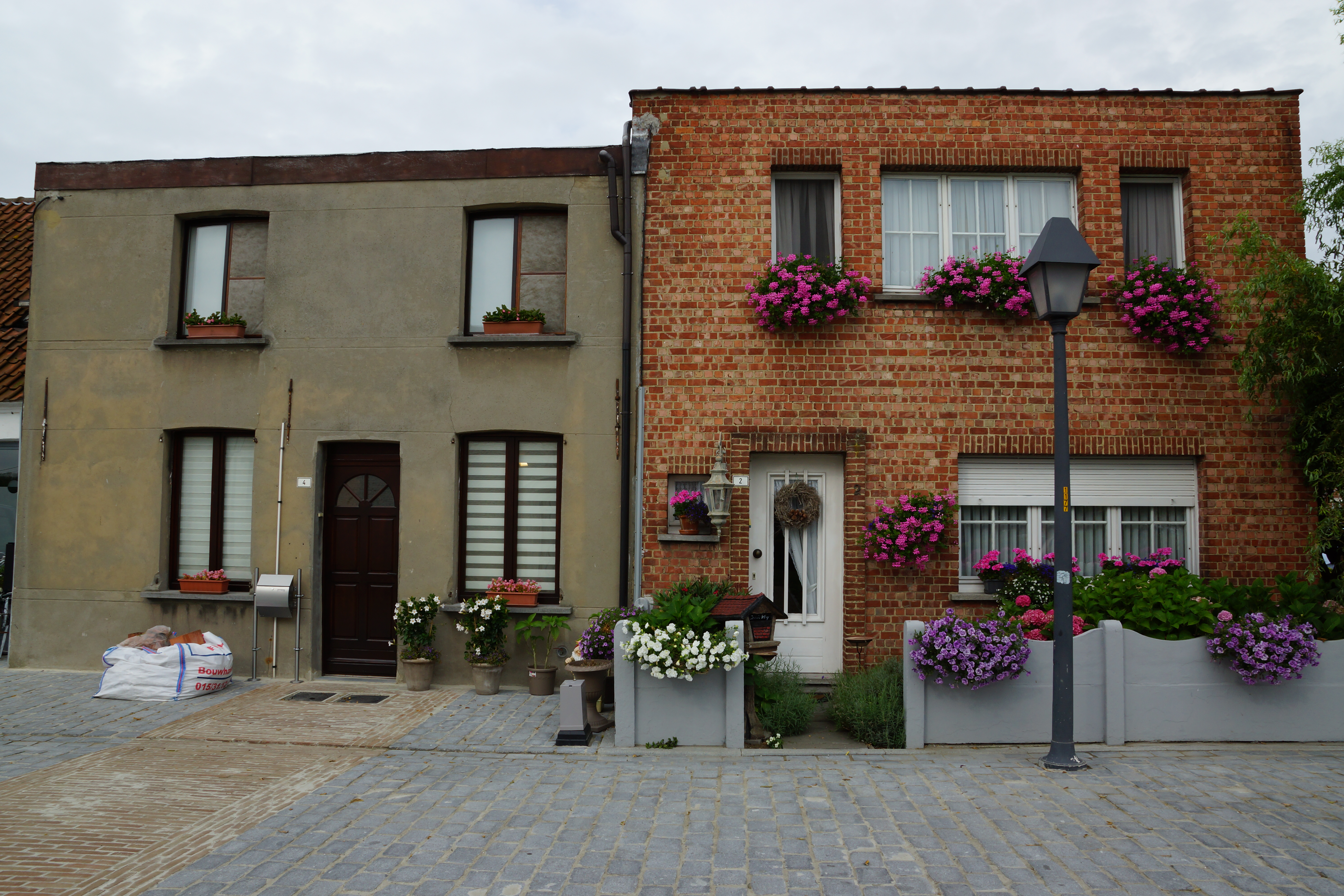
Antics llatzerets
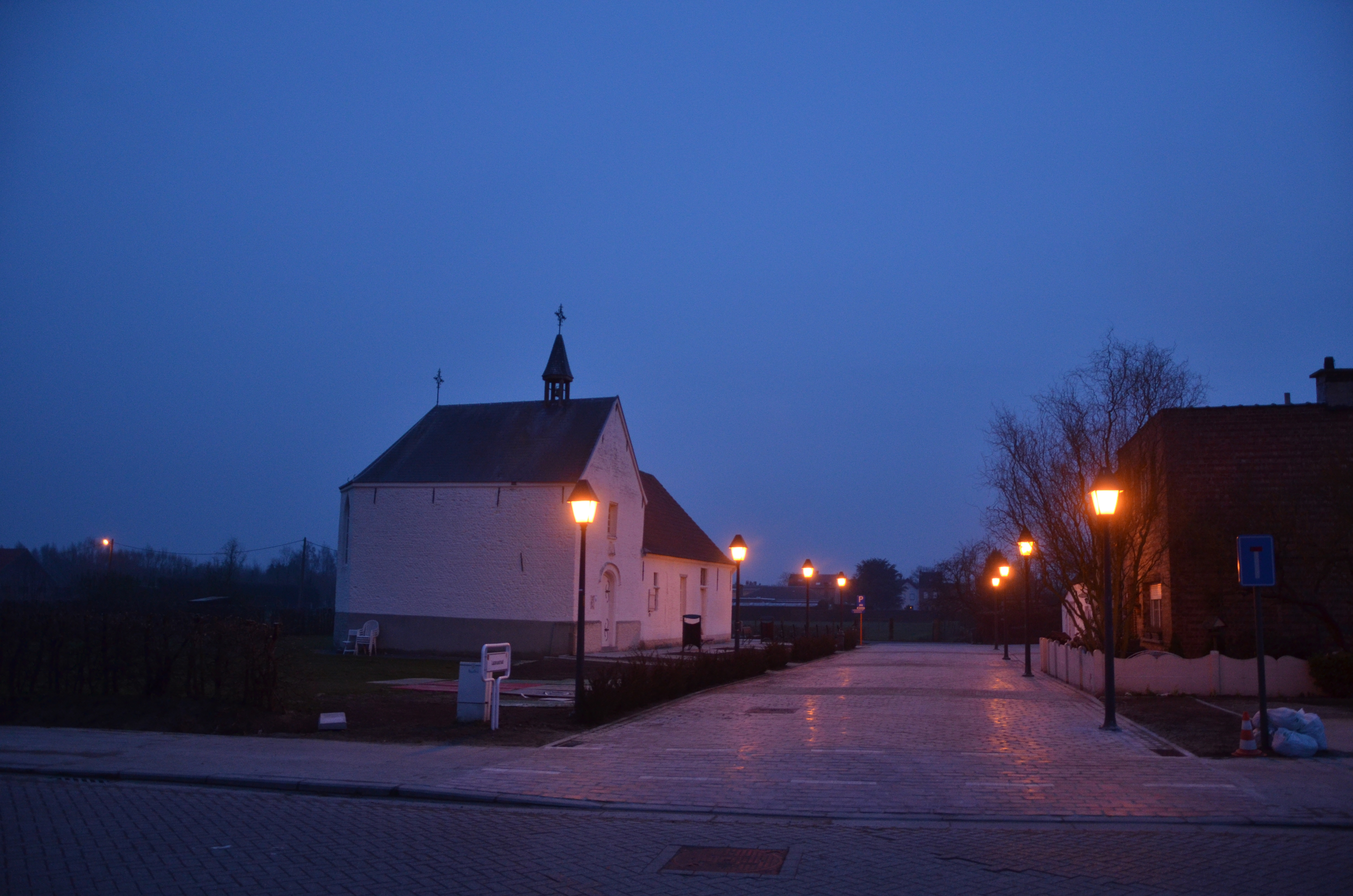
Vista nocturna